# کولفاکس (کالیفرنیا)
کولفاکس (به انگلیسی: Colfax) شهری در شهرستان پلاسر، کالیفرنیا ایالت کالیفرنیا است که در سرشماری سال ۲۰۱۰ میلادی، 1963 نفر جمعیت داشته است.